# Винный фестиваль в Арени
Фестиваль Арени — ежегодный всеармянский винный фестиваль, традиционно проводимый в первую субботу октября в селе Арени (Вайоцдзорская область) в Армении.

## История
Фестиваль вина впервые был проведен в 2009 году. Традиционно фестиваль проходит в селе Арени. Рядом с селом, в близлежащей пещере, археологами в 2010 году была обнаружена винодельня, возраст которой составляет более 6100 лет, что делает её самой древней из известных на сегодня виноделен.
Со временем, фестиваль стал настолько популярен, что вызвал массовый интерес не только в Армении, но и в других странах мира. Целью винного фестиваля является  стимулирование развития сельского туризма, представление богатой истории, культуры, национальных особенностей страны, содействие развитию туризма в Арени и в регионе в целом.
В рамках праздника вина проходят масштабные мероприятия, на которых присутствует множество гостей и туристов. Сопровождается праздник выставкой картин, дегустацией сыра и вина, а также конкурсом тостов и верховой езды. Помимо этого местные мастера знакомят гостей с искусством плетения корзин, выпечки лаваша, гаты и аришты, а армянские девушки, смазав ноги углем отжимают виноград для вина. Во время проведения праздника, в сопровождении национальных танцев и песен, происходит знакомство не только с винной продукцией, но и со старинными армянскими традициями.
В 2010 году праздник был приурочен к церемонии открытия самой длинной в мире канатной дороги, ведущей к монастырскому комплексу Татев.
В 2012 году в рамках фестиваля прошел праздник урожая, который в Вайоцдзорской области имеет давние традиции. В винном конкурсе, помимо местного жюри, присутствовали член Итальянской федерации сомелье, отельеров и рестораторов (FISAR) Лука Канапики и лучший сомелье Франции 2008 года по версии издания «Gault Millau» Серж Гукасян.